# South of Market (San Francisco)
South of Market ou SoMa (South of Market) est un quartier de San Francisco en Californie. Il est bordé au nord-ouest par Market Street, la baie de San Francisco à l'est, Townsend Street et la Route 101 (Central Freeway). Son plan orthogonal prend appui sur Market Street : les rues du quartier sont parallèles ou perpendiculaire à celle-ci. Au sud-est se trouve le quartier de Mission Bay ; au nord-ouest se trouve le quartier des affaires.

## Nom
La plupart des San-Franciscains préfèrent utiliser le nom complet du quartier, même s'il existe une tendance à employer la forme courte comme pour SoHo (South of Houston) à New York et Soho à Londres. Avant d'être appelé South of Market, le quartier portait le nom de « South of the Slot », en référence au Cable Car.

## Histoire
Jusqu'aux années 1940-1950, South of Market était un quartier d'entrepôts et d'ateliers. Il accueillait une population de marins, d'ouvriers et de travailleurs qui logeaient dans les maisons de style victorien des ruelles. La conversion des quais de l'Embarcadero dans les années 1950 provoqua l'afflux d'une nouvelle population d'homosexuels et de marginaux. Ceux-ci s'opposèrent longtemps aux projets de la municipalité de refonte du quartier dans les années 1970. Avec l'épidémie du SIDA dans les années 1980, la mairie décida de fermer les saunas gays et de contrôler les bars de la communauté.

## Développement récent
L'aménagement du quartier, décidé dans les années 1950, commença à se réaliser dans les années 1980 : construction du Moscone Center, un centre de conférence qui couvre trois blocs, fut ouvert en 1981 (Moscone South), 1992 (Moscone North) et 2003 (Moscone West).
Le musée d'Art moderne de San Francisco fut inauguré en 1995 et Yerba Buena devint l'un des principaux lieux pour la culture dans la ville : Yerba Buena Center for the Arts, Museum of the African Diaspora, Cartoon Art Museum, Zeum et California Academy of Sciences. Parmi les projets dans ce quartier figurent le Contemporary Jewish Museum et le Mexican Museum. Les autres centres d'attraction sont les Yerba Buena Gardens, le Metreon, merry-go-round (Playland-At-the-Beach). 
Le dernier projet en date est celui du Transbay Terminal Replacement Project, qui devrait ouvrir en 2013. Il est également question de construire de nouveaux gratte-ciel à fonction résidentielle (One Rincon Hill, 300 Spear Street, et Millennium Tower). Des architectes de renom comme Renzo Piano ont proposé[Quand ?] de construire trois tours gigantesques de 366, 274 et 183 mètres,. 

## Démographie
La population qui s'élève à 23 016 habitants est répartie en 44,9 % de Caucasiens, 25,1 % d'Hispaniques, 11,8 % d'Afro-Américains et 23,7 % d'Asiatiques et son revenu moyen est de 21 034 dollars.
Aujourd'hui, certaines parties de South of Market sont en cours de gentrification comme les Yerba Buena Gardens : les anciens entrepôts sont convertis en lofts et des hôtels ouvrent leurs portes. Le quartier accueille aussi les immigrés récents, parmi lesquels les Philippins sont les plus nombreux. On y trouve par exemple une pension pour Philippins (Bayanihan House) et un parc baptisé en l'honneur de Victoria Manalo Draves, championne olympique de plongeon née à San Francisco en 1924.
Le quartier conserve une importante communauté gay qui participe au Folsom Street Fair : cette parade se tient sur Folsom Street entre les 7e et 12e rue chaque année en septembre. Un autre événement gay est l'« Up Your Alley Fair » (ou Dore Alley Fair) qui est organisé en juillet sur Folsom Street entre les 9e et 10e rues, et dans Dore Alley entre les rues de Folsom et d'Howard.